# Lyrnessos
Lyrnessos ou Lyrnesse (grec ancien : Λυρνησσός, latin : Lyrnessus) est une ville de Cilicie de Troade, sur le golfe d'Adramyttion.

## Lyrnessos dans la mythologie grecque
Lyrnessos a été fondée par les Lélèges, alliés de longue date des Troyens à l'époque du sac de Troie. Elle faisait partie du royaume de Mynès, époux de Briséis, que les Grecs, partis pour Troie, prirent et ravagèrent (avant de ravager Pédasos, en route pour Troie). 
Lyrnessos servit de refuge à Énée, fuyant l'Ascanie (royaume de Bithynie appartenant à son père Ascagne et dont il était prince) sous la poussée de l'armée d'Achille. Lorsqu'Apollon apparaît sous les traits de Lycaon pour encourager Énée au duel contre Achille, Énée rappellera au dieu sa fuite d'alors. Une fois face à face, Achille lui rappellera sa lâcheté.

## Lyrnessos dans la culture populaire
La ville apparaît dans le jeu vidéo Warriors Legends Of Troy sur PS3 et Xbox 360. Le joueur contrôle Achille lors de la conquête de la ville. Il affrontera tout d'abord Enée en duel devant les portes de la cité et réussira à le mettre en fuite. Après avoir pris la caserne et le dépôt de la ville, Achille affronte finalement Mynès dans un duel à mort. Lyrnessos tombe aux mains des Grecs et Achille s'octroie Briséis comme prise de guerre alors que celle-ci découvre le cadavre de Mynès (le jeu le présente comme son père).

## Sources
- Homère, Iliade [détail des éditions] [lire en ligne], II, 691 ; XIX, 60 ; XX, 92 et 191